# Simacsőrű ani
A simacsőrű ani (Crotophaga ani) a madarak osztályának kakukkalakúak (Cuculiformes) rendjébe, ezen belül a kakukkfélék (Cuculidae) családjába tartozó faj.

## Előfordulása
Közép-Amerikában, az Antillákon és Dél-Amerika területén honos.

## Megjelenése
Testhossza 33-37 centiméter, testtömege 95 gramm. Zömök felépítésű, borzas fekete tollazatú madarak nem igazán hasonlítanak az ismertebb kakukkhoz. Magas tompa hegyű csőrük és hosszú ék alakú farkuk van.
|  |

## Életmódja
Kis csoportokban a talajon keresgéli rovarokból és szöcskékből álló táplálékát.

## Szaporodása
Nem fészekparazita, fákra készíti csésze alakú fészkét.